# 닉스 (그리스 신화)
닉스(Nyx, 그리스어: Νύξ, Núx, 라틴어: Nox)는 그리스 신화에 나오는 태초신이며 "밤의 여신"으로 "밤"의 신격화된 존재이다. 카오스의 딸 혹은 카오스와 만물의 여신 가이아의 딸로 알려져 있다. 혹은 만물을 탄생을 시킨 가이아가 혼자서 스스로 낳은 아이라고 주장한다. 그녀의 존재는 올림포스를 다스리는 지배자인 제우스도 감히 함부로 어떻게 할 수 없는 여신이였으며 밤의 지배자답게 그녀의 모습은 아주 아름다웠다고 한다.

## 신화

### 헤메라와 닉스
딸인 헤메라(낮)와는 표리 일체를 이루는 존재로, 세계의 서쪽의 끝의 지하에 관을 공유한다. 닉스가 세계를 돌아 다니며 밤을 가져오고 있는 동안은 헤메라가 여기에 대기해, 헤메라가 세계를 돌아 다니며 낮을 가져오는 동안은 닉스가 여기에 대기하기 때문에, 두 명이 모두 관에 있는 것은, 낮과 밤의 경계선의 일순간 뿐이다.

## 닉스의 자녀들
- ‘어둠’의 원초신인 에레보스와의 사이에서 낳은 자식들
  - 아이테르 대기(大氣)
  - 카론 하계의 뱃사공
  - 헤메라 낮
  - 스틱스 (오케아노스와 테튀스의 딸이라는 설도 있음)
  - 에피프론 신중

- 스스로 낳은 자식들
  - 아파테 사기
  - 케레스 죽음(복수)
  - 모모스 비난
  - 모로스 운명
  - 타나토스 죽음
  - 오이지스 괴로움
  - 오네이로이 꿈(복수)
  - 필로테스 성(性)적 갈망
  - 에리스 불화(不和)
  - 게라스 노령
  - 히프노스 잠
  - 네메시스 복수
  - 헤스페리데스
  - 모이라

- 우라노스의 피에서
  - 리사 광기(狂氣)

## 같이 보기
- 3908 닉스, 닉스 (위성): 모두 닉스와 연관있다.